# Paul Plishka
Paul Plishka est un artiste lyrique (basse) américain né le 28 août 1941 à Old Forge et mort le 4 février 2025 à Wilmington.

## Biographie
Paul Plishka naît le 28 août 1941 à Old Forge (Pennsylvanie),.
Descendant américain d'immigrés ukrainiens, il étudie le chant au Montclair State College (New Jersey),.
À l'opéra, il fait ses débuts en 1961 au Paterson Lyric Opera (New Jersey), où il fait partie de la troupe jusqu'en 1966,. 
En 1967, Plishka fait ses débuts au Metropolitan Opera de New York dans le rôle du Moine dans La Gioconda d'Amilcare Ponchielli, aux côtés de Renata Tebaldi et Sherrill Milnes. Il est membre de la troupe du Met tout au long de sa carrière, chantant 1672 fois au sein de l'institution new yorkaise et interprétant au total plus de quatre-vingts rôles, notamment Leporello, Oroveso (Norma), le roi Marc (Tristan und Isolde), Fiesco (Simon Boccanegra), Philippe II (Don Carlo), Falstaff, et dans Boris Godounov le rôle-titre ou ceux de Varlaam et Pimen,,. 
Sur les autres scènes lyriques, il fait ses débuts à La Scala en 1974 dans La Damnation de Faust, et en France dans Don Carlo (Philippe II) à l'Opéra du Rhin en 1975. Il se produit également à Munich, Berlin, Francfort, Hambourg, Paris et Covent Garden. 
En 1991, il est Kutuzov (Guerre et Paix) à San Francisco. 
En 2012, Plishka prend sa retraite à l'issue d'une représentation de Tosca (le Sacristain) au Met, avant de revenir chanter quelques années plus tard Benoît et Alcindoro dans La Bohème de Puccini. Il se retire définitivement de la scène en 2018,. 
Sur disque, il a notamment enregistré Anna Bolena, I puritani, Norma, Faust, Le Cid et Falstaff.  
Paul Plishka meurt le 4 février 2025 à Wilmington (Caroline du Nord), à l'âge de 83 ans,.  